# Aulacorhynchus atrogularis
Il tucanetto golanera (Aulacorhynchus atrogularis (J.H.C.F.Sturm & J.W.Sturm, 1841)) è un uccello della famiglia dei Ranfastidi, diffuso in Sud America.

## Descrizione
È un tucano di piccola taglia, lungo 29,5–31,5 cm, con un peso di 124–200 g.

## Biologia
Ha una dieta prevalentemente frugivora.

## Distribuzione e habitat
La specie è diffusa in Ecuador, Bolivia, Perù e Brasile.

## Tassonomia
Sono note tre sottospecie:
- Aulacorhynchus atrogularis atrogularis (J.H.C.F.Sturm & J.W.Sturm, 1841)
- Aulacorhynchus atrogularis cyanolaemus Gould, 1866
- Aulacorhynchus atrogularis dimidiatus Ridgway, 1886